# Pilot Mountain (Brits-Columbia)
Pilot Mountain is een berg op 17 kilometer ten noordwesten van de stadsgrenzen van Prince George in Brits-Columbia. De bergtop wordt gebruikt als radiocommunicatiesite door gebruikers, waaronder CKPG-TV channel 2.